# 吉娜·哈斯佩尔
吉娜·切里·沃克尔·哈斯佩尔（英語：Gina Cheri Walker Haspel；1956年10月1日—）是一名美国情报官员，前中央情报局局长。她是第一位正式担任该职位的女性。她在中情局曾担任邁克·蓬佩奧的副手。